# Torre de Terrers
La Torre de Terrers és un mas al municipi de Capolat (al Berguedà). És una masia de planta rectangular coberta a dues aigües amb teula àrab i el carener paral·lel a la façana de migdia. El parament és de carreus de pedra irregulars, sense treballar i disposats en fileres. En destaquen que encara conserva petites obertures quadrades amb llindes de pedra distribuïdes de forma arbitrària o també la porta d'entrada, allindanada, situada al mur de llevant.
El lloc de Terrarius és documentat des del 878; fou repoblat per Guifré el Pilós en aquest sector de la Vall de Lord. Posteriorment el bisbe d'Urgell hi organitzà la vida parroquial i es construí la petita església preromànica de Sant Serni de Terrers que al segle xi es substituí per l'edifici actual, prop de la masia. L'actual mas, però, està datat devers el segle xvii.
A final dels anys vuitanta del segle xx s'hi va construir un cos a manera de tribuna que amplia la masia per la seva façana principal però no respecta l'estructura original.